# Lespiteau
Lespiteau est une commune française située dans le sud-ouest du département de la Haute-Garonne, en région Occitanie.
La commune possède un patrimoine naturel remarquable composé d'une zone naturelle d'intérêt écologique, faunistique et floristique.

## Géographie

### Localisation
La commune de Lespiteau se trouve dans le département de la Haute-Garonne, en région Occitanie.
Elle se situe à 81 km à vol d'oiseau de Toulouse, préfecture du département, et à 5 km de Saint-Gaudens, sous-préfecture.
Sur le plan historique et culturel, Lespiteau fait partie du pays de Comminges, correspondant à l’ancien comté de Comminges, circonscription de la province de Gascogne située sur les départements actuels du Gers, de la Haute-Garonne, des Hautes-Pyrénées et de l'Ariège.
Elle fait partie de l'aire d'attraction de Saint-Gaudens.

### Communes limitrophes
Les communes limitrophes sont  Encausse-les-Thermes, Pointis-Inard, Rieucazé et Soueich.
| Rieucazé             |           | Pointis-Inard |
|                      | Lespiteau |               |
| Encausse-les-Thermes |           | Soueich       |

### Géologie et relief
La superficie de la commune est de 181 hectares ; son altitude varie de 352  à   486 mètres.

### Hydrographie

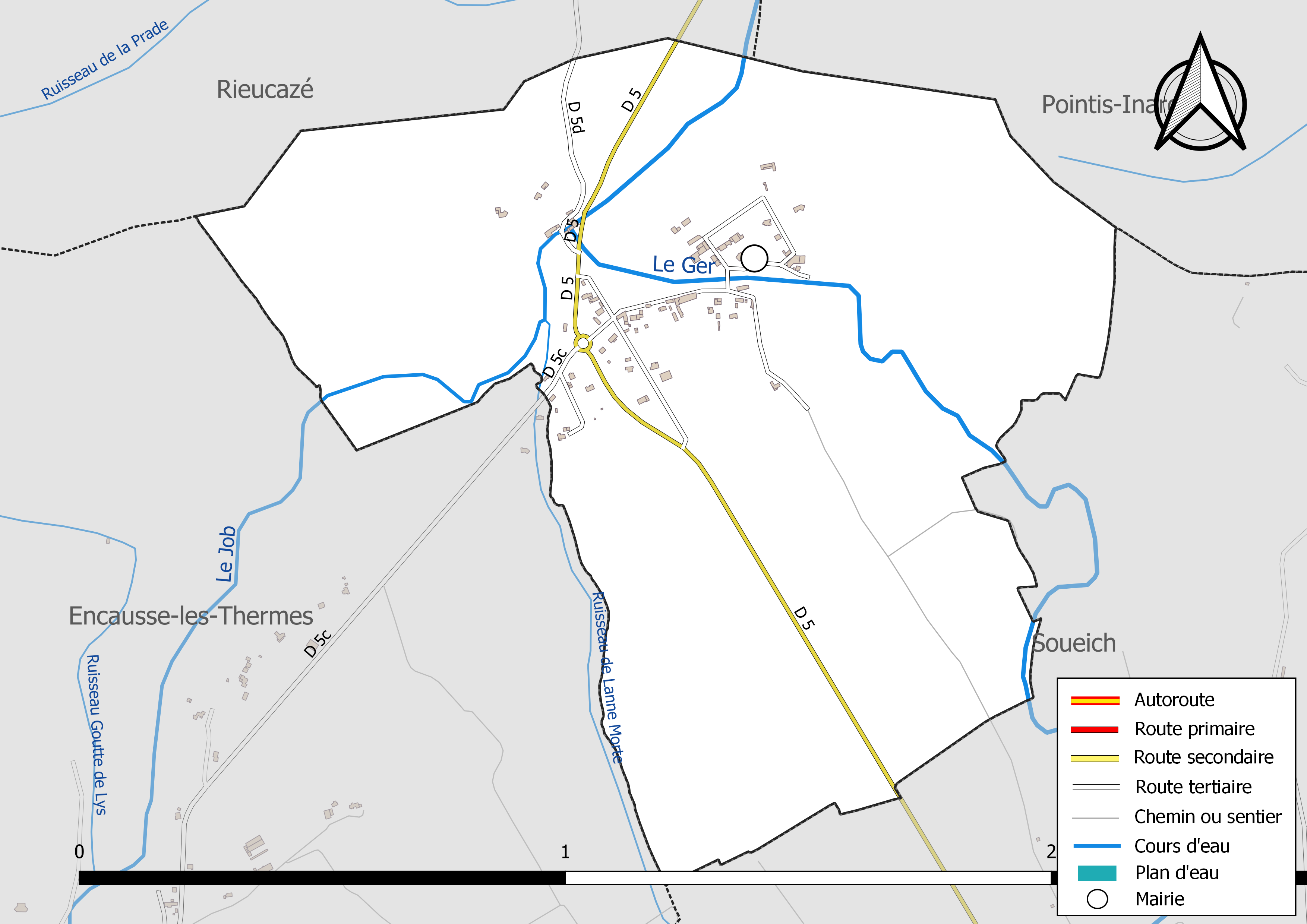
Réseaux hydrographique et routier de Lespiteau.

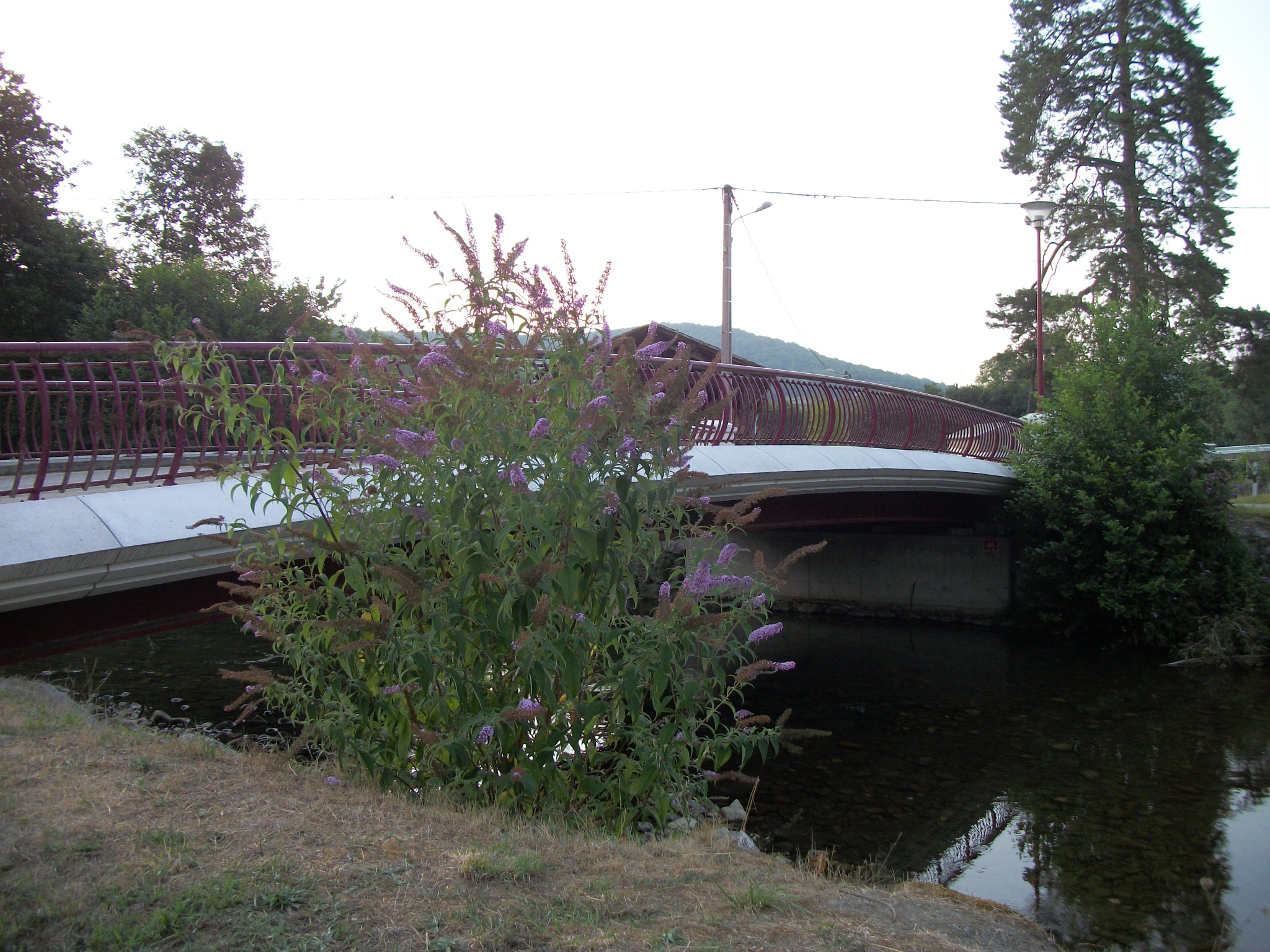
Le pont de 2013 sur le Ger.

La commune est dans le bassin de la Garonne, au sein du bassin hydrographique Adour-Garonne.
Elle est drainée par le Ger, le Job, et le ruisseau de Lanne Morte, constituant un réseau hydrographique de 3 km de longueur totale,.

### Climat
Pour des articles plus généraux, voir Climat de l'Occitanie et Climat de la Haute-Garonne.
En 2010, le climat de la commune est de type climat océanique altéré, selon une étude s'appuyant sur une série de données couvrant la période 1971-2000. En 2020, Météo-France publie une typologie des climats de la France métropolitaine dans laquelle la commune est exposée à un climat de montagne ou de marges de montagne et est dans la région climatique Pyrénées centrales, caractérisée par une pluviométrie annuelle de 1 000 à 1 200 mm.
Pour la période 1971-2000, la température annuelle moyenne est de 12,3 °C, avec une amplitude thermique annuelle de 14,7 °C. Le cumul annuel moyen de précipitations est de 1 011 mm, avec 9,4 jours de précipitations en janvier et 6,7 jours en juillet. Pour la période 1991-2020, la température moyenne annuelle observée sur la station météorologique la plus proche, située sur la commune de Clarac à 11 km à vol d'oiseau, est de 12,5 °C et le cumul annuel moyen de précipitations est de 804,9 mm,. Pour l'avenir, les paramètres climatiques de la commune estimés pour 2050 selon différents scénarios d’émission de gaz à effet de serre sont consultables sur un site dédié publié par Météo-France en novembre 2022.

### Milieux naturels et biodiversité

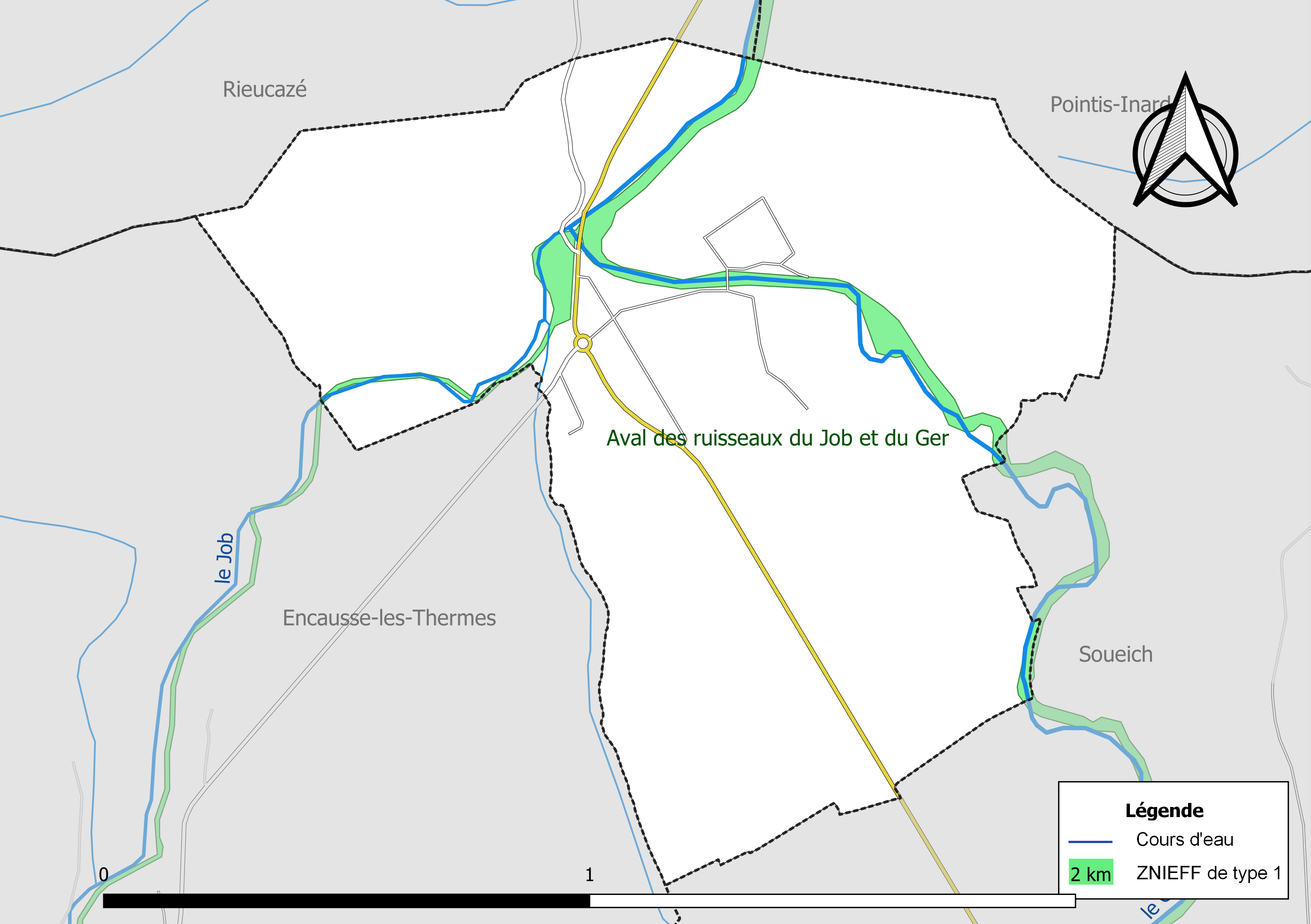
Carte de la ZNIEFF de type 1 localisée sur la commune.

L’inventaire des zones naturelles d'intérêt écologique, faunistique et floristique (ZNIEFF) a pour objectif de réaliser une couverture des zones les plus intéressantes sur le plan écologique, essentiellement dans la perspective d’améliorer la connaissance du patrimoine naturel national et de fournir aux différents décideurs un outil d’aide à la prise en compte de l’environnement dans l’aménagement du territoire.
Une ZNIEFF de type 1 est recensée sur la commune :
l'« aval des ruisseaux du Job et du Ger » (102 ha), couvrant 8 communes du département.

## Urbanisme

### Typologie
Au 1er janvier 2024, Lespiteau est catégorisée commune rurale à habitat dispersé, selon la nouvelle grille communale de densité à sept niveaux définie par l'Insee en 2022.
Elle est située hors unité urbaine. Par ailleurs la commune fait partie de l'aire d'attraction de Saint-Gaudens, dont elle est une commune de la couronne,. Cette aire, qui regroupe 85 communes, est catégorisée dans les aires de moins de 50 000 habitants,.

### Occupation des sols

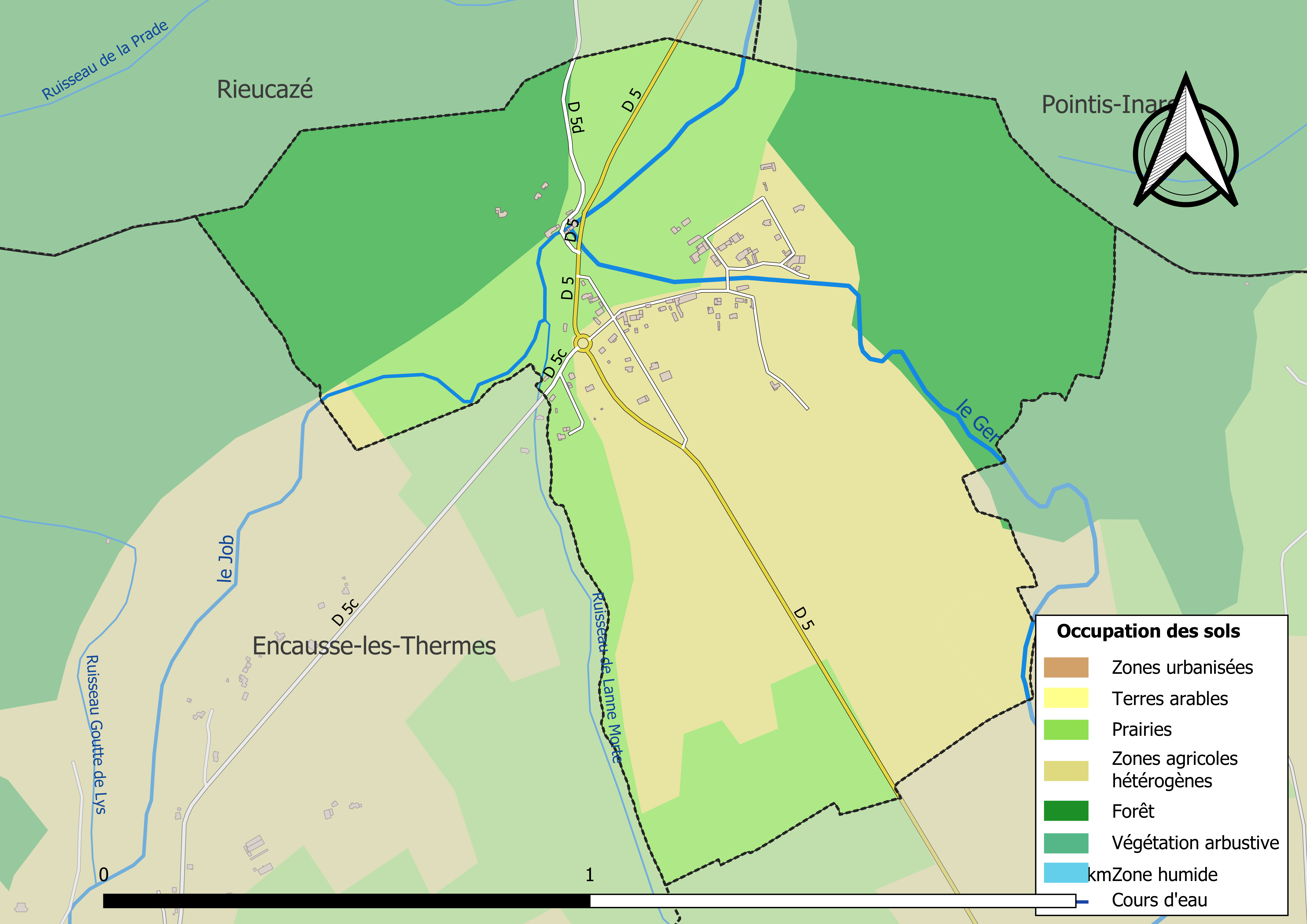
Carte des infrastructures et de l'occupation des sols de la commune en 2018 (CLC).

L'occupation des sols de la commune, telle qu'elle ressort de la base de données européenne d’occupation biophysique des sols Corine Land Cover (CLC), est marquée par l'importance des territoires agricoles (67,6 % en 2018), une proportion identique à celle de 1990 (67,6 %). La répartition détaillée en 2018 est la suivante :
zones agricoles hétérogènes (40,4 %), forêts (32,4 %), prairies (27,3 %). L'évolution de l’occupation des sols de la commune et de ses infrastructures peut être observée sur les différentes représentations cartographiques du territoire : la carte de Cassini (XVIIIe siècle), la carte d'état-major (1820-1866) et les cartes ou photos aériennes de l'IGN pour la période actuelle (1950 à aujourd'hui).

### Habitat et logement
En 2020, le nombre total de logements dans la commune était de 52, alors qu'il était de 48 en 2015 et de 49 en 2010.
Parmi ces logements, 80,8 % étaient des résidences principales, 11,5 % des résidences secondaires et 7,7 % des logements vacants. Ces logements étaient pour 94,2 % d'entre eux des maisons individuelles et pour 5,8 % des appartements.
Le tableau ci-dessous présente la typologie des logements à Lespiteau en 2020 en comparaison avec celle de la Haute-Garonne et de la France entière. Une caractéristique marquante du parc de logements est ainsi une proportion de résidences secondaires et logements occasionnels (11,5 %) supérieure à celle du département (4,4 %) et à celle de la France entière (9,7 %). Concernant le statut d'occupation de ces logements, 83,3 % des habitants de la commune sont propriétaires de leur logement (78,9 % en 2015), contre 52 % pour la Haute-Garonne et 57,5 pour la France entière.
| Typologie                                               | Lespiteau | Haute-Garonne | France entière |
| ------------------------------------------------------- | --------- | ------------- | -------------- |
| Résidences principales (en %)                           | 80,8      | 88,4          | 82,1           |
| Résidences secondaires et logements occasionnels (en %) | 11,5      | 4,4           | 9,7            |
| Logements vacants (en %)                                | 7,7       | 7,2           | 8,2            |

### Voies de communication et transports
Accès par l'autoroute A64 sortie no 18 et avec le réseau Arc-en-ciel ainsi qu'en gare de Saint-Gaudens.

### Risques naturels et technologiques
Le territoire de la commune de Lespiteau est vulnérable à différents aléas naturels : météorologiques (tempête, orage, neige, grand froid, canicule ou sécheresse), inondations, feux de forêts et séisme (sismicité modérée). Un site publié par le BRGM permet d'évaluer simplement et rapidement les risques d'un bien localisé soit par son adresse soit par le numéro de sa parcelle.
Certaines parties du territoire communal sont susceptibles d’être affectées par le risque d’inondation par débordement de cours d'eau, notamment le Job. La commune a été reconnue en état de catastrophe naturelle au titre des dommages causés par les inondations et coulées de boue survenues en 1982, 1992, 1999, 2000, 2009 et 2022,.
Un plan départemental de protection des forêts contre les incendies a été approuvé par arrêté préfectoral du 25 septembre 2006. Lespiteau est exposée au risque de feu de forêt du fait de la présence sur son territoire du massif des piémonts des Pyrénées. Il est ainsi défendu aux propriétaires de la commune et à leurs ayants droit de porter ou d’allumer du feu dans l'intérieur et à une distance de 200 mètres des bois, forêts, plantations, reboisements ainsi que des landes. L’écobuage est également interdit, ainsi que les feux de type méchouis et barbecues, à l’exception de ceux prévus dans des installations fixes (non situées sous couvert d'arbres) constituant une dépendance d'habitation,

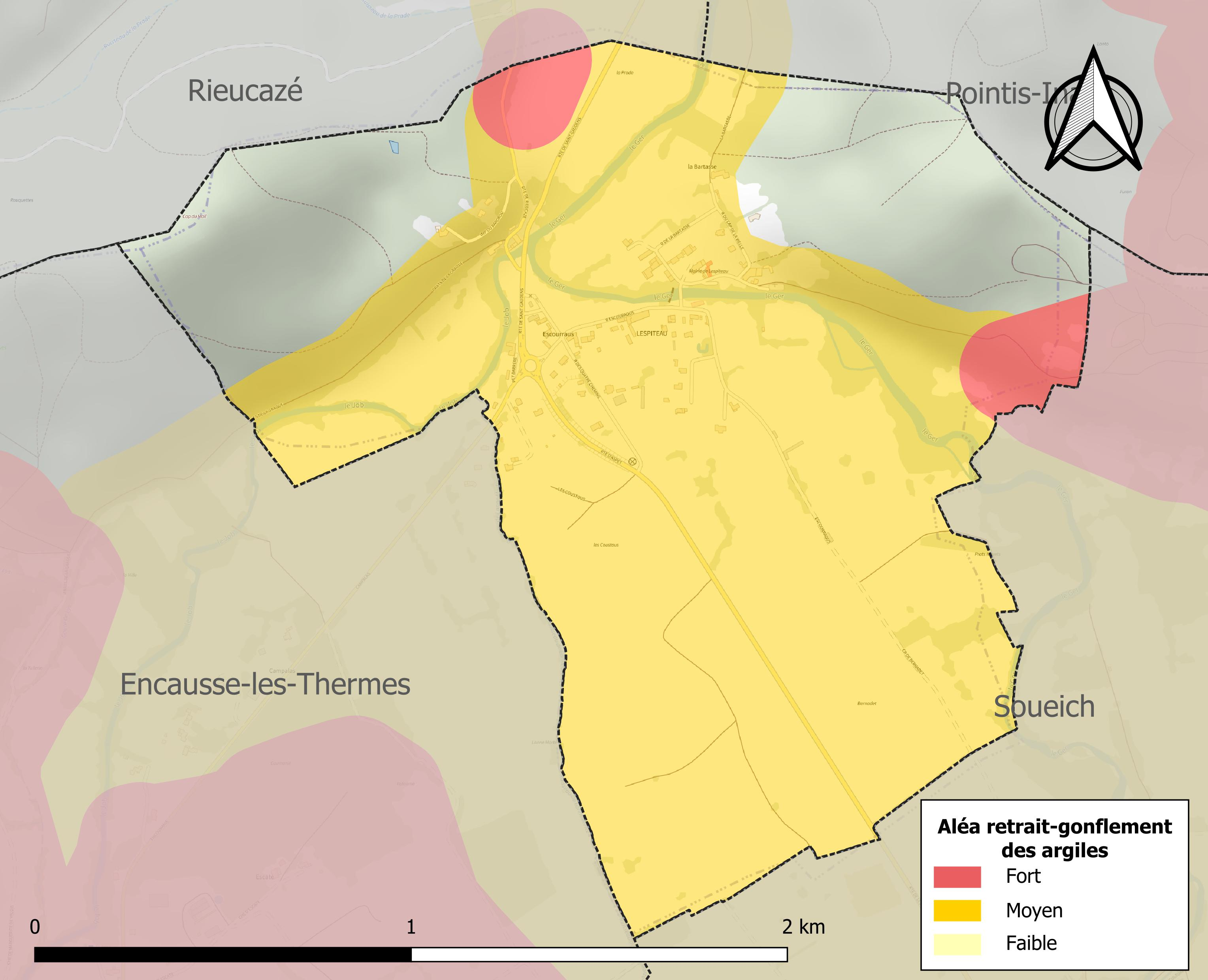
Carte des zones d'aléa retrait-gonflement des sols argileux de Lespiteau.

Le retrait-gonflement des sols argileux est susceptible d'engendrer des dommages importants aux bâtiments en cas d’alternance de périodes de sécheresse et de pluie. 77,8 % de la superficie communale est en aléa moyen ou fort (88,8 % au niveau départemental et 48,5 % au niveau national). Sur les 52 bâtiments dénombrés sur la commune en 2019, 50 sont en aléa moyen ou fort, soit 96 %, à comparer aux 98 % au niveau départemental et 54 % au niveau national. Une cartographie de l'exposition du territoire national au retrait gonflement des sols argileux est disponible sur le site du BRGM,.
Par ailleurs, afin de mieux appréhender le risque d’affaissement de terrain, l'inventaire national des cavités souterraines permet de localiser celles situées sur la commune.
Concernant les mouvements de terrains, la commune a été reconnue en état de catastrophe naturelle au titre des dommages causés par la sécheresse en 1989 et par des mouvements de terrain en 1999.

## Toponymie
La commune, instituée par la Révolution française sous le nom de Lespiteau en 1793 puis de Les Pitaus, reprend ultérieurement sa typographie initiale.

## Histoire
En 2013, le nouveau pont sur le Ger, financé par le Département, est inauguré, remplaçant l'ancien ouvrage de 1850, dont les trois arches avaient tendance à s'obstruer lors des crues,

## Politique et administration

### Rattachements administratifs et électoraux

#### Rattachements administratifs
La commune se trouve dans l'arrondissement de Saint-Gaudens du département de la Haute-Garonne.
Elle faisait partie depuis 1801 du canton de Saint-Gaudens. Dans le cadre du redécoupage cantonal de 2014 en France, cette circonscription administrative territoriale a disparu, et le canton n'est plus qu'une circonscription électorale.

#### Rattachements électoraux
Pour les élections départementales, la commune fait partie depuis 2014 d'un nouveau canton de Saint-Gaudens porté de 21 à 61 communes.
Pour l'élection des députés, elle fait partie de la huitième circonscription de la Haute-Garonne.

### Intercommunalité
Lespiteau était membre de la communauté de communes du Saint-Gaudinois, un établissement public de coopération intercommunale (EPCI) à fiscalité propre créé fin 1999  et auquel la commune avait transféré un certain nombre de ses compétences, dans les conditions déterminées par le code général des collectivités territoriales.
Dans le cadre des dispositions de la loi portant nouvelle organisation territoriale de la République du 7 août 2015, qui prévoit que les établissements publics de coopération intercommunale (EPCI) à fiscalité propre doivent avoir un minimum de 15 000 habitants, cette intercommunalité a fusionné avec ses voisines pour former, le 1er janvier 2017, la communauté de communes Cœur et Coteaux du Comminges, dont est désormais membre la commune.

### Administration municipale
Compte tenu de la population de la commune, le nombre de membres du conseil municipal  est de sept, y compris le maire et ses adjoints.

### Liste des maires
| Période                                  | Période                        | Identité         | Étiquette | Qualité                                                                           |
| ---------------------------------------- | ------------------------------ | ---------------- | --------- | --------------------------------------------------------------------------------- |
| Les données manquantes sont à compléter. |                                |                  |           |                                                                                   |
|                                          |                                |                  |           |                                                                                   |
| années 1970                              | 1995                           | Henri Cames      |           |                                                                                   |
| 18 juin 1995                             | 18 mars 2001                   | Philippe Gaffié  |           | Retraité (Conducteur de travaux)                                                  |
| 2001                                     | 2014                           | Albert Baudoin,  |           | Chef d'entreprise retraité                                                        |
| 2014                                     | 2023                           | Michel Auberdiac | SE        | Chef d'entreprise retraité Vice-président de la CC du Saint-Gaudinois ( ? → 2008) |
| septembre 2023                           | En cours (au 30 novembre 2023) | Jérôme Dupuy     |           | Sapeur pompier professionnel                                                      |

## Équipements et services publics

### Enseignement
Lespiteau fait partie de l'académie de Toulouse.
L'éducation est assurée par un regroupement pédagogique intercommunal avec les communes d'Encausse-les-Thermes, Soueich, Régades et Cabanac-Cazaux pour les classes de la maternelle au primaire.

## Population et société
Les habitants sont appelés les Espitaliens ou Espitaliennes.

### Démographie
L'évolution du nombre d'habitants est connue à travers les recensements de la population effectués dans la commune depuis 1793. Pour les communes de moins de 10 000 habitants, une enquête de recensement portant sur toute la population est réalisée tous les cinq ans, les populations de référence des années intermédiaires étant quant à elles estimées par interpolation ou extrapolation. Pour la commune, le premier recensement exhaustif entrant dans le cadre du nouveau dispositif a été réalisé en 2005.

En 2022, la commune comptait 79 habitants, en évolution de −17,71 % par rapport à 2016 (Haute-Garonne : +8,02 %, France hors Mayotte : +2,11 %).
| 1793 | 1800 | 1806 | 1821 | 1831 | 1836 | 1841 | 1846 | 1851 |
| ---- | ---- | ---- | ---- | ---- | ---- | ---- | ---- | ---- |
| 87   | 125  | 144  | 155  | 167  | 176  | 167  | 174  | 196  |

| 1856 | 1861 | 1866 | 1872 | 1876 | 1881 | 1886 | 1891 | 1896 |
| ---- | ---- | ---- | ---- | ---- | ---- | ---- | ---- | ---- |
| 171  | 182  | 190  | 148  | 134  | 113  | 106  | 87   | 102  |

| 1901 | 1906 | 1911 | 1921 | 1926 | 1931 | 1936 | 1946 | 1954 |
| ---- | ---- | ---- | ---- | ---- | ---- | ---- | ---- | ---- |
| 99   | 86   | 104  | 87   | 72   | 74   | 62   | 87   | 63   |

| 1962 | 1968 | 1975 | 1982 | 1990 | 1999 | 2005 | 2006 | 2010 |
| ---- | ---- | ---- | ---- | ---- | ---- | ---- | ---- | ---- |
| 68   | 66   | 69   | 62   | 68   | 68   | 79   | 80   | 75   |

| 2015 | 2020 | 2022 | - | - | - | - | - | - |
| ---- | ---- | ---- | - | - | - | - | - | - |
| 93   | 85   | 79   | - | - | - | - | - | - |

| selon la population municipale des années : | 1968 | 1975 | 1982 | 1990 | 1999 | 2006 | 2009 | 2013 |
| Rang de la commune dans le département      | 463  | 481  | 521  | 485  | 480  | 503  | 510  | 509  |
| Nombre de communes du département           | 592  | 582  | 586  | 588  | 588  | 588  | 589  | 589  |

Lespiteau est une commune rurale qui compte 79 habitants en 2022, après avoir connu un pic de population de 196 habitants en 1851.

## Économie

### Emploi
|                | 2008  | 2013  | 2018  |
| -------------- | ----- | ----- | ----- |
| Commune        | 2 %   | 18 %  | 6,7 % |
| Département    | 7,7 % | 9,6 % | 9,3 % |
| France entière | 8,3 % | 10 %  | 10 %  |

En 2018, la population âgée de 15 à 64 ans s'élève à 51 personnes, parmi lesquelles on compte 75,6 % d'actifs (68,9 % ayant un emploi et 6,7 % de chômeurs) et 24,4 % d'inactifs,. Depuis 2008, le taux de chômage communal (au sens du recensement) des 15-64 ans est inférieur à celui de la France et du département.
La commune fait partie de la couronne de l'aire d'attraction de Saint-Gaudens, du fait qu'au moins 15 % des actifs travaillent dans le pôle,. Elle compte 7 emplois en 2018, contre 6 en 2013 et 6 en 2008. Le nombre d'actifs ayant un emploi résidant dans la commune est de 38, soit un indicateur de concentration d'emploi de 18,2 % et un taux d'activité parmi les 15 ans ou plus de 49,3 %.
Sur ces 38 actifs de 15 ans ou plus ayant un emploi, 7 travaillent dans la commune, soit 18 % des habitants. Pour se rendre au travail, 81,8 % des habitants utilisent un véhicule personnel ou de fonction à quatre roues, 3 % les transports en commun, 3 % s'y rendent en deux-roues, à vélo ou à pied et 12,1 % n'ont pas besoin de transport (travail au domicile).

### Activités hors agriculture
4 établissements sont implantés à Lespiteau au 31 décembre 2019.
Le secteur des autres activités de services est prépondérant sur la commune puisqu'il représente 50 % du nombre total d'établissements de la commune (2 sur les 4 entreprises implantées à Lespiteau), contre 7,9 % au niveau départemental.

### Agriculture
|               | 1988 | 2000 | 2010 | 2020 |
| ------------- | ---- | ---- | ---- | ---- |
| Exploitations | 6    | 4    | 2    | 2    |
| SAU (ha)      | 100  | 55   | 31   | 104  |

La commune est dans « La Rivière », une petite région agricole localisée dans le sud du département de la Haute-Garonne, constituant la partie piémont au relief plus doux que les Pyrénées centrales la bordant au sud et où la vallée de la Garonne s’élargit. En 2020, l'orientation technico-économique de l'agriculture  sur la commune est l'élevage de bovins, pour la viande. Deux exploitations agricoles ayant leur siège dans la commune sont dénombrées lors du recensement agricole de 2020 (six en 1988). La superficie agricole utilisée est de 104 ha,,.

## Culture locale et patrimoine

### Lieux et monuments
- Église Saint-Roch, à campenard[41].

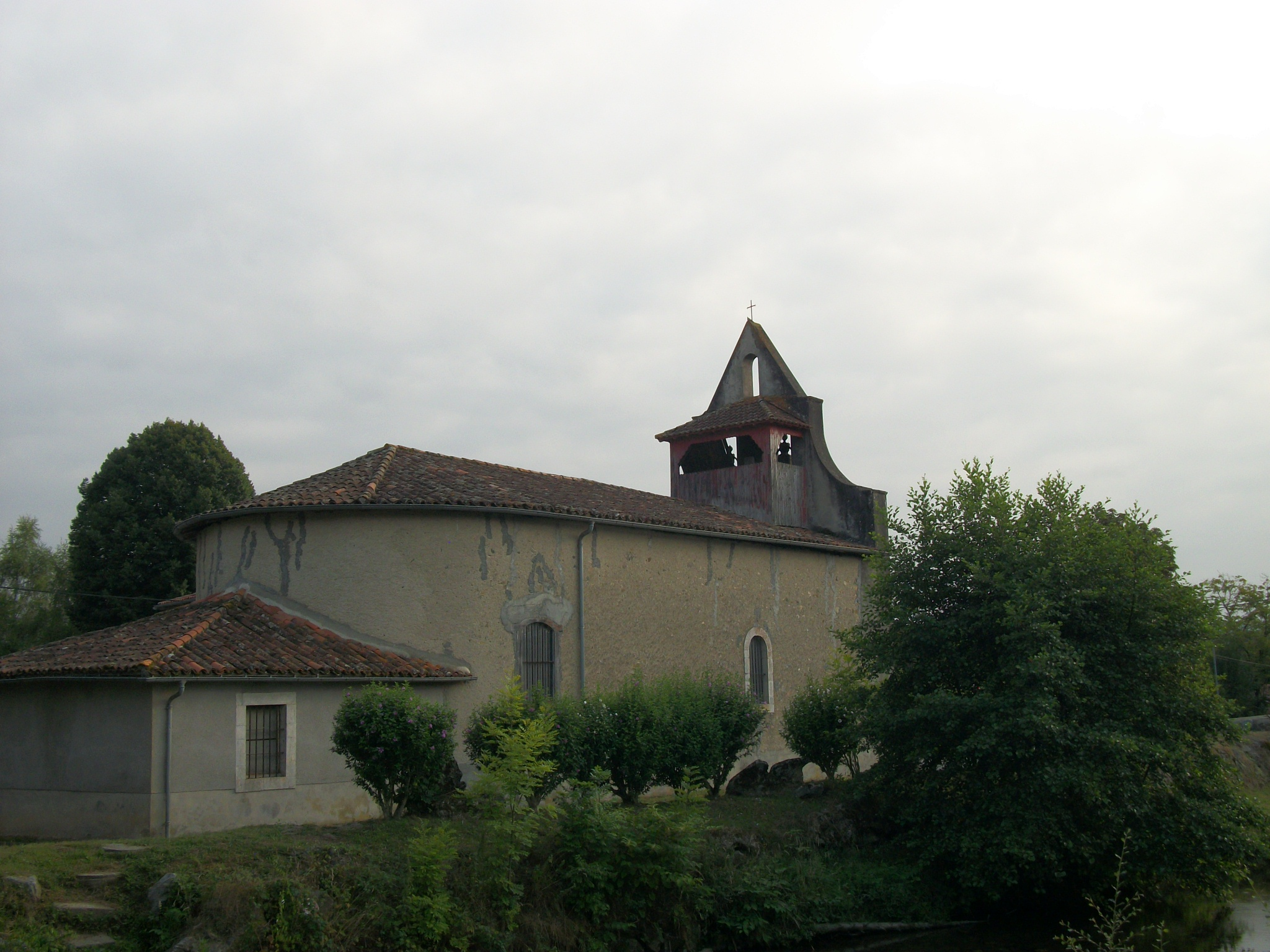
L'église Saint-Roch...
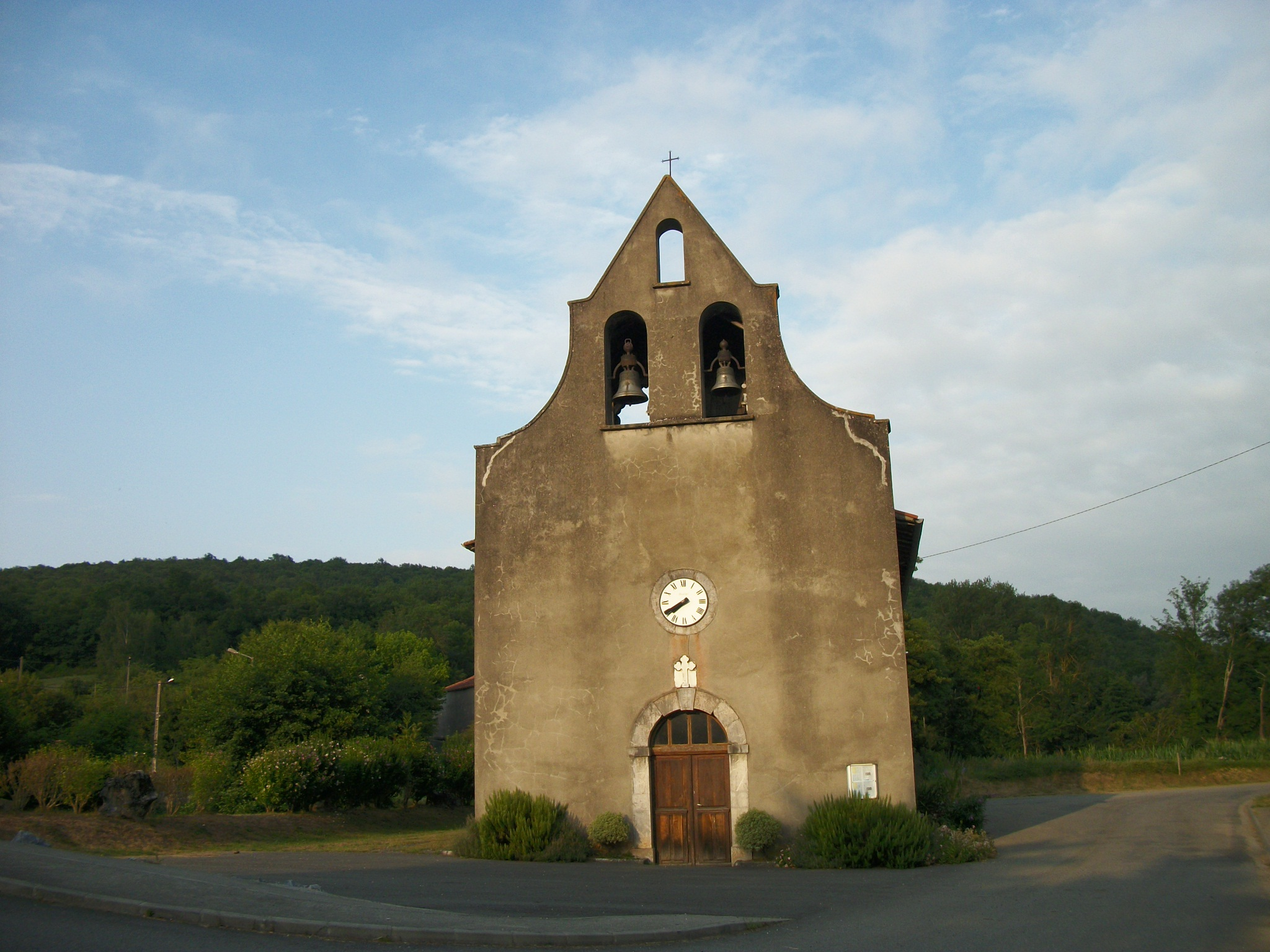
... et sa façade.
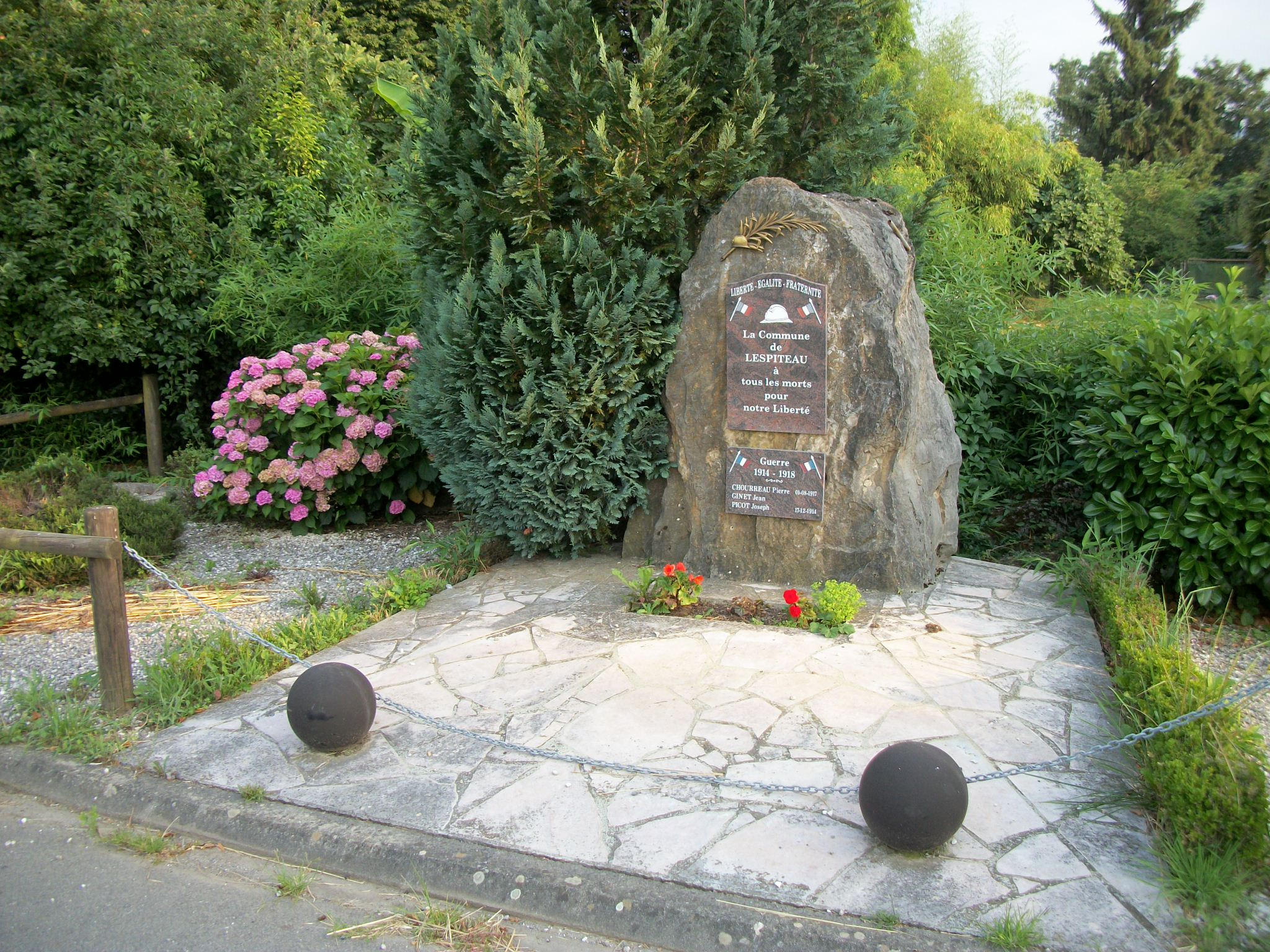
Monument aux morts

## Pour approfondir